# Phạm Đình Kính
Phạm Đình Kính (chữ Hán: 范廷鏡; 1669-1737), tên khai sinh là Phạm Kim Kính, là một vị quan thời Lê trung hưng trong lịch sử Việt Nam. Phạm Đình Kính là người tài cao, đức trọng, có danh vọng, được các sĩ phu đương thời kính trọng.

## Tiểu sử
Phạm Đình Kính sinh năm 1669, tên nôm là làng Si, xã Cổ Sư, huyện Thiên Bản, phủ Nghĩa Hưng, trấn Sơn Nam, (nay là thôn Vĩnh Lại, xã Vĩnh Hào, huyện Vụ Bản, tỉnh Nam Định).
Năm 1710, niên hiệu Vĩnh Thịnh thứ 6, ở tuổi 42, ông đỗ Đệ tam Giáp đồng Tiến sĩ, xuất thân khoa Canh Dần.Kỳ thi này PHẠM KHIÊM ÍCH 范謙益2 người xã Bảo Triện huyện Gia Định đỗ đầu, NGUYỄN CÔNG KHUÊ 阮公奎 Đệ nhị giáp Tiến sĩ xuất thân,người xã Lê Xá huyện Chương Đức.
Năm 1723, ông sung phó sứ sang cống nhà Thanh, khi tới Yên Kinh ông cùng với chính sứ Phạm Khiêm Ích và phó sứ Nguyễn Huy Nhuận mừng vua Thanh Thế Tông Ung Chính lên ngôi, dâng ba bài thơ nhân sự điềm lạ nhật nguyệt hợp bích, được vua Thanh khen ngợi và thưởng ba bộ sách.
Năm 1726, mùa hạ, tháng 4 năm Bính Ngọ sứ bộ về đến Thăng Long, vua Lê đã ban chức phong thưởng cho những người đứng đầu, thăng Khiêm Ích chức tả thị lang bộ Hộ, tước Thuật quận công; Nguyễn Huy Nhuận chức tả thị lang (thứ trưởng) bộ Hình, tước Triệu quận công; Phạm Đình Kính chức hữu thị lang bộ Binh ( bộ quốc phòng), tước Lại khê hầu”.
Năm 1727 thăng bồi tụng hữu thị lang bộ Binh.
1728 là 1 năm đặc biệt trong lịch sử ngoại giao quốc phòng của Đại Việt khi lần đầu dùng ngoại giao để lấy được 1 vùng lãnh thổ phên dậu rộng lớn trải 120 dặm, sau nhiều năm tranh chấp với Thanh Triều. Nguyễn Công Thái làm Tế tửu Quốc Tử Giám, coi Binh phiên[1]. Tháng 6 đến tháng 9 âm lịch năm Bảo Thái thứ 9 (1728), Nguyễn Công Thái cùng Nguyễn Huy Nhuận lên vùng biên giới Tụ Long tổng Phương Độ châu Vị Xuyên phủ Yên Bình trấn Tuyên Quang, tra xét thực địa, tranh biện lý lẽ để đòi lại được đất đai đã mất cho nhà Thanh, xác định vị trí sông Đồ Chú nằm xa về phía bắc vùng đất Tụ Long, cùng hội với quan nhà Thanh (đương thời vua Ung Chính) dựng bia định biên giới ở hai bờ sông Đổ Chú. Đại Việt sử ký toàn thư viết: (六月，...。命兵部左侍郞阮輝潤，祭酒阮公寀，往會淸委差於宣光，認地立界，疆事始定。 Lục nguyệt,... Mệnh Binh bộ Tả thị lang Nguyễn Huy Nhuận, Tế tửu Nguyễn Công Thái, vãng hội ủy sai ư Tuyên Quang, nhận địa lập giới, cương sự thủy định.)[2]. Tháng 6,.. Sai Binh bộ Tả thị lang Nguyễn Huy Nhuận, Tế tửu Nguyễn Công Thái, đến hội họp ủy sai bang giao ở Tuyên Quang, nhận đất lập biên giới, lần đầu tiên việc cương giới được xác định ổn định. Sau đó ông đỗ hàng thứ 3 trong Đông các, được kiêm chức Hiệu thư Đông các.
Năm 1729 Phạm Đình Kính đi sứ lần 2 nhà Thanh để cảm ơn việc trả lại mỏ đồng Tụ Long và Vị Xuyên cho Đại Việt. Đoàn đi có phó sứ Quản Danh Dương (1666-1730) người xã Hoa Cầu huyện Văn Giang (nay thuộc xã Nghĩa Trụ huyện Văn Giang tỉnh Hưng Yên).Khi đến Yên Kinh Danh Dương bị ốm rồi mất. Sau khi mất, ông được tặng Tả Thị lang Bộ Công, tước Hoa Phái hầu.
Năm 1731 Bồi tụng Lễ bộ Tả Thị lang.
Năm 1932 ( tháng 8, Nhâm Tý, Vĩnh Khánh năm 4) thăng làm Tả thị lang bộ Hộ.
Năm 1733 (Quý Sửu, Long Đức năm thứ 2) thăng Đô Ngự Sử rồi qua Lễ Bộ Thượng Thư.
Năm 1734 ( mùa thu, tháng 7, Long Đức năm thứ 3) ban tước Lại Quận Công
Năm 1735 Nguyễn Hiệu chết, ông qua làm Bồi tụng Hình Bộ Thượng thư.
Năm 1736 ( Bính Thìn, Vĩnh Hựu năm thứ 2) qua Binh bộ thượng thư, Nhập thị Tham tụng.
Sinh thời, ông có danh vọng lớn đối với các sĩ phu, đi sứ Trung Quốc đối đáp thông minh được Nhà Thanh khen thưởng. Trước ông đỗ khoa Sĩ vọng, sau giữ các chức quan, như Tham tụng, Thượng thư, Nhập thị Kinh diên, tước Lai Quận công và được cử đi sứ sang nhà Thanh (Trung Quốc) mừng Thanh Thế Tông (Ung Chính) lên ngôi.
Vua Ung Chính ban cho ông biển vàng đề 4 chữ "Vạn thế Vĩnh Lại" và một câu đối như sau:
"Mưu đồ tư tựu, sứ hồ sứ hồ kiêm ngũ phủ
Dực vi minh thính, thần tai thần tai khâm tứ lân".
Nghĩa là:
Mưu tính hỏi bàn, sứ kia sứ kia gồm năm phủ
Giúp làm tai mắt, tôi ấy tôi ấy kính bốn phương.
Lại ban cho áo hoa hột vàng để khi về thêm tôn vinh.
Ông thờ hai vua Dụ Tông, Thuần Tông, làm quan đến Đặc tiến kim tử
vinh lộc đại phu, Tham tụng, trải qua Thượng thư sáu bộ kiêm Đông các Đại học sĩ, Nhập thị kinh diên. Khi về hưu được phong tước Vĩnh Lại Quận công, được tặng chức Thiếu bảo.

## Gia đình
Ông của Phạm Kim Kính là Phạm Đức Quảng (hay Phạm Phúc Quảng) một võ tướng có công trong đánh giặc, giữ yên biên cương phía Nam, lại có công chiêu dân, lập ấp ở vùng Ma Linh (sau đổi là Minh Linh, thuộc phía Bắc tỉnh Quảng Trị ngày nay).Trước làm Tán vị công thần, Đặc tiến phụ quốc Thượng tướng quân Cẩm phú hầu y vệ Đô chỉ huy sứ tư đô chỉ huy cơ quan phong tặng Đặc tiến kim tử vinh lộc đại phu Lễ bộ Tả thị lang Cẩm phú hầu.
Cha của Phạm Kim Kính là Phạm Thuần Hậu, thừa chính sứ Lạng Sơn, có công giúp dân khắc phục cảnh đồng chiêm trũng, mở trường khuyến khích việc học tập.Trước làm Quang tiến thân lộc đại phu, Trinh Nghĩa nam, tặng Cung hiển đại phu, sau tặng thêm Đặc tiến Lễ bộ Tả thị lang, Cẩm phú hầu, Kim tử vinh lộc đại phu, Hộ bộ Tả thị lang, Trinh Nghĩa hầu.Ông có công lớn đưa nghề thủ công đan cót, nứa từ phủ Lạng Giang về để mở mang thương nghiệp cho vùng.Hiện dân làng Vĩnh Lại( Si, Sư, Cổ Sư) vẫn còn giữ tục rước lửa, đuốc được làm từ các vật liệu tre nứa trong đêm giao thừa để tưởng nhớ công ơn.
Con trai cả Lại Quận Công có Phạm Thanh Thận ( húy Tùy) đỗ Hương Cống khoa Ất Mùi ( 1715), làm tới Thiêm tri thị nội Tả binh phiên tả dụ đức Hương Phái Hầu, phong Đặc tiến kim tử vinh lộc đại phu, gia phong Dực bảo trung hưng linh phù tôn thần.
Cháu trai Lại quận Công là Phạm Đình Tiến ( một số tư liệu dịch là ĐÌnh Trùy, húy Thùy) Trì uy tướng quân Đô chỉ huy sứ đồng tri Tiến Lĩnh Hầu, gia phong Dực bảo trung hưng linh phù tôn thần.Ông giỏi binh pháp, tham gia dẹp loạn khởi nghĩa Vũ Đình Dung. Do dân phiêu tán,ruộng đồng bỏ hoang nhiều năm, năm Cảnh Hưng thứ 15 ( Quý Mùi 1763) ông nhận mật chỉ của vua Lê Hiển Tông về quy tập dân chúng và đổi làng Hóp thành Làng Báo Đáp.

## Giai thoại
Phạm Kim Kính sinh ngày 16 tháng 1 năm Kỷ Dậu (1669), tuy nhiên trong sách Tân biên Nam Định tỉnh địa dư chí lược do Khiếu Năng Tĩnh, tiến sĩ thời Nguyễn soạn thì ông sinh năm Qúy Hợi (1683) và kèm theo giai thoại lạ như sau: “Ông là người xã Cổ Sư, huyện Thiên Bản, trước khi ra đời thân phụ, thân mẫu mơ thấy có ông già cho một cái gương; đến giờ Tý ngày 16 tháng 1 năm Qúy Hợi (1683) La phu nhân sinh ra ông, thân phụ bèn đặt tên cho là Kim Kính (gương sáng)”. 

## Con đường khoa cửa và hoạn lộ
Từ nhỏ Phạm Kim Kính là người học giỏi có tiếng, ngoài 20 tuổi ông thi đỗ Hương cống, do được tập ấm của cha nên được bổ làm một chức quan nhỏ. Năm Quý Mùi (1703) triều đình mở kỳ thi Sĩ vọng để tuyển chọn những người có danh vọng trong giới sĩ phu, ông dự thi và là một trong 20 người trúng tuyển, sau đó được bổ làm Tri phủ Nghĩa Hưng.
Năm Canh Dần (1710) đời Lê Dụ Tông, triều đình mở khoa thi Hội, ông khi đó ngoài 40 tuổi tham gia ứng thí và đỗ Đệ tam giáp đồng Tiến sĩ xuất thân.
Phạm Kim Kính làm quan trải nhiều chức vụ, sau lên đến chức Lễ bộ Thượng thư, Tham tụng, rồi Binh bộ Thượng thư kiêm Đông các đại học sĩ Nhập thị kinh diên.
Ông có công mở chợ, đào sông, khơi ngòi, bắc cầu, sửa chùa, dạy nghề đan cót cho dân làng, phát triển kinh tế quê hương. Khi về trí sĩ, ông được phong tước Lại quận công. Ông nổi tiếng giỏi thơ văn, là người có danh vọng, được các sĩ phu đương thời kính trọng.
Một vị quan có tiếng trong triều là Phạm Khiêm Ích và cũng là người bạn đỗ cùng khoa với Phạm Kim Kính có bài bằng chữ Nôm ca ngợi ông như sau:
Mấy người quan cách lại như ông,
Biết cảnh dân cùng nỗi khổ chung.
Lương thiện lấy đâu cơm áo đủ,
Thấp hèn nào được sử kinh thông.
Bào đỏ xênh xang người thẹn bóng,
Lầu cao chót vót bước xem ngông.
Tâu vua chẳng xét than đời loạn,
Về với quê hương chốn ruộng đồng.
Phạm Kim Kính mất tại quê hương vào ngày 22 tháng 11 năm Đinh Tị (1737). Sau khi mất, triều đình nghĩ đến công lao đã truy tặng ông hàm Thiếu bảo, phong làm phúc thần làng Vĩnh Lại.

## Hai lần đi sứ làm vẻ vang Quốc thể
Năm Quý Mão (1723) Phạm Kim Kính được cử làm Phó sứ trong đoàn sứ bộ sang phương Bắc mừng vua Thanh Thế Tông (tức Ung Chính) lên ngôi. Sách Đại Việt sử ký tục biên cho biết: “Sai sứ sang nhà Thanh. Chính sứ là Phạm Khiêm Ích, sang mừng vua Thanh mới lên ngôi, Phó sứ là bọn Nguyễn Huy Nhuận, Phạm Đình Kính”.
Sách Khâm định Việt sử thông giám cương mục viết rõ hơn như sau: “Quý Mão, năm thứ 4 (1723). (Thanh, Thế Tông, năm Ung Chính thứ nhất)… Tháng 10, mùa đông… Sai sứ thần sang nhà Thanh. Chánh sứ là Phạm Khiêm Ích sang mừng việc Thanh Thế Tông lên ngôi; phó sứ là bọn Nguyễn Huy Nhuận và Phạm Đình Kính sang dâng lễ tuế cống và tạ ơn việc nhà Thanh ban cho lụa hoa”.
Chuyến đi sứ này kéo dài trong 3 năm, trong thời gian ở phương Bắc, đoàn sứ thần đã làm rất tốt việc bang giao, làm vẻ vang cho đất nước. Đầu năm Bính Ngọ (1726) đoàn sứ thần về nước, được vua Thanh trọng đãi ban thưởng, cấp thuyền để đi, lại gửi tặng vua Lê 4 chữ ngự đề do tự tay Ung Chính viết: “Nhật Nam tế độ” (Đời đời nối ngôi vua ở nước Nam) và 3 bộ sách quý là Bội văn vận phủ, Uyên giám loại hàm và Cổ văn uyên giám.
Các Chánh sứ và Phó sứ cũng được ban biển vàng, tấm biển của Phạm Kim Kính có khắc 4 chữ: “Vạn thế vĩnh lại” (Muôn đời được nhờ mãi mãi), khi về nước ông đã lấy 2 chữ Vĩnh Lại để làm tên mới cho quê mình, thay cho tên cũ là Cổ Sư. Sách Tân biên Nam Định tỉnh địa dư chí lược cho hay: “Ông làm quan Lễ bộ Thượng thư, đi sứ nước Thanh đưa lễ chúc mừng vua Thanh Thế Tông lên ngôi. Ông ứng đối trôi chảy, từng có bạn thân ở Thanh triều, được vua Thanh ban biển vàng có chữ: “Vạn thế vĩnh lại”. Nhân thế ông bèn đổi Cổ Sư ra Vĩnh Lại rồi mở chợ dạy nghề đan cót, bắc cầu sửa chùa giúp dân nghèo khó, khuyên đào giếng lấy nước ăn…”.
Sách Nam Định tỉnh địa dư chí thì viết: “Sinh thời, ông có danh vọng lớn đối với các sĩ phu, đi sứ Trung Quốc đối đáp thông minh, được Thiên triều khen thưởng. Vua Thanh ban cho ông biển vàng đề 4 chữ: “Vạn thế vĩnh lại” và một câu đối như sau:
Mưu đồ tư tựu, sứ hồ sứ hồ kiêm ngũ phủ,
Dực vi minh thính, thần tai thần tai khâm tứ lân.
Nghĩa là:
Mưu tính hỏi bàn, sứ kia sứ kia gồm năm phủ,
Giúp làm tai mắt, tôi ấy tôi ấy kính bốn phương.
Vua Thanh lại ban cho ông áo hoa hột vàng để khi về thêm tôn vinh”.
Mùa hạ, tháng 4 năm Bính Ngọ (1726) sứ bộ về đến Thăng Long, vua Lê đã ban chức phong thưởng cho những người đứng đầu, sách Khâm định Việt sử thông giám cương mục cho biết như sau: “Trước đây, bọn Khiêm Ích sang sứ bộ sang nhà Thanh, khi đến Yên Kinh, vua nhà Thanh cho triệu vào yết kiến ở điện Kiền Thanh, yên ủi thăm hỏi, rồi chính tay vua viết bốn chữ "Nhật nam thế tộ" đặc ân ban cho. Năm ấy, viên quan thế sử tâu lên vua nhà Thanh là mặt trời mặt trăng hợp bích, năm vì sao liên châu. Nhân đấy, bọn Khiêm Ích dâng thơ chúc mừng; vua nhà Thanh ngợi khen và dụ bảo, lấy cớ rằng quốc vương yêu chuộng văn học, tôn trọng đạo Nho, nên thưởng cho ba bộ sách.
Sau này bàn luận công trạng phụng mạng đi sứ, thăng Khiêm Ích chức tả thị lang bộ Hộ, tước Thuật quận công; Nguyễn Huy Nhuận chức tả thị lang bộ Hình, tước Triệu quận công; Phạm Đình Kính chức hữu thị lang bộ Binh, tước Lại khê hầu”.
Đến cuối năm Kỷ Dậu (1729) triều đình lại cử sứ bộ sang nhà Thanh, một lần nữa Phạm Đình Kính được cử làm thành viên, tuy không giữ vai trò chính nhưng ông đã có nhiều ý kiến giúp cho chuyến đi sứ lần này đạt kết quả tốt. Khi trở về nước, ông cùng thành viên đoàn sứ bộ được ban thưởng, năm Qúy Sửu (1733) xét thấy Phạm Đình Kính có nhiều công trạng, triều đình đã thăng cho ông chức Binh bộ Thượng thư, Tham tụng kiêm Đông các đại học sĩ Nhập thị kinh diên, được gần gũi bàn việc cơ mật với vua chúa.

## Thơ văn
Phạm Kim Kính có một bài thơ nói về quê của ông như sau:
Vịnh Quê Hương
Tự Tượng Lâm lai Tây Hán tiên,
Chí Thiên Bản địa lập trang điền.
Ngũ gia hải xứ giai nông hộ,
Thiên tải bần trung tạo hiếu nguyên.
Cự Hán, Bạch công tiêu đại kính,
Phong thần Đinh chủ tác tiền xuyên.
Hữu công ư quốc ư dân tại,
Vạn cổ thanh danh nhật nguyệt huyền.
Nghĩa là:
Từ Tượng Lâm về thời Tây Hán,
Đến vùng Thiên Bản lập trang điền.
Năm nhà nơi biển đều cày cấy,
Ngàn thuở trong nghèo giữ hiếu hiền.
Chống Hán, Bạch công nêu nghĩa lớn,
Phong thần Đinh chúa định ngôi trên,
Với dân với nước công lao lớn,
Rực rỡ thanh danh nối tiếp truyền.
(Dương Văn Vượng dịch)
Vịnh thành hoàng làng làng hoa Vị Khê Nguyễn Công Thành.
Việc tốt xưa nay kế đó hay
Sớm hôm làng biển chăm cấy cày
Lầu vàng điện ngọc tranh giàu có
Mấy kẻ về già được thấy may
Trục bắc Đằng Giang công đệ nhất
Cư Nam Nguyễn tướng đức vi tam.
(Đại ý của mấy câu thơ trên là: Trận Bạch Đằng Giang lập công đầu, ở vùng đất trấn Sơn Nam Hạ ông đứng sau trời đất).
Thơ Khắc Trên Bảo Hành
Bài thơ về phủ Vân Cát và Tiên Hương-Phủ Giày Nam Định.
Thơ Khắc Trên Bảo Hành
Bái An Thái Tiên Nữ từ
Vân Hương Tái thế nhất truyền kỳ
Lê thị đầu sinh Đinh Tỵ niên
Giá tại Trần môn năng khắc hậu
Từ ư An ấp khả quang tiền
Thế tông thủy tạo mao từ quán
Phúc thái trùng khai  ngoã thạch hiên
Hoằng Định dỹ mông ban bảo chiếu
Linh danh ảnh hưởng khởi u huyền !
       Dịch nghĩa:
       Đến bái yết đền vị Tiên nữ An Thái:
       Lại xuống làng Vân năm Đinh Tỵ
       Họ Lê sự lạ hãy còn truyền
       Chồng con lúc sống trong Trần tộc
       Thờ phụng khi về ở Thái thôn
       Quán cỏ Thế Tông đời ấy dựng
       Nhà xây Phúc Thái bấy giừo tôn
       Thời Vua Hoằng Định ban ơn sắc
       Chớ nói mơ hồ chuyện kính tin !
Bài thơ này mang nhiều thông tin Lịch sử về Phủ Dầy, Dịch nghĩa:
Quán cò Thế Tông (1578 - 1599) đầu mới dựng
Nhà xây Phúc Thái (1643 -1649) lại trùng tân.
Đời vua Hoằng Định (1609 -1619) ơn ban sắc
Linh thiêng huyền ảo mãi lưu truyền.
Vịnh Làng Hoa và Đền làng Cây cảnh Vị Khê
Việc tốt xưa nay kế đó hay
Sớm hôm làng biển chăm cấy cày
Lầu vàng điện ngọc tranh giàu có
Mấy kẻ về già được thấy may
Trục bắc Đằng Giang công đệ nhất
Cư Nam Nguyễn tướng đức vi tam.
(Đại ý của mấy câu thơ trên là: Trận Bạch Đằng Giang lập công đầu, ở vùng đất trấn Sơn Nam Hạ ông đứng sau trời đất)

## Thờ tự
Phạm Đình Kính được thờ tại Đền Vĩnh Lại, xã Vĩnh Hào, huyện Vụ Bản, tỉnh Nam Định.
Đền Vĩnh Lại cũng phối thờ các vị phúc thần khác là ông nội,cha,con và cháu trai ông. Tổng cộng dòng họ Phạm Đình 5 đời Công hầu được thờ làm Phúc thần.
Theo thần tích- thần sắc Làng Vĩnh Lại do Viện Viễn Đông bác cổ thu thập năm 1938, dân làng được trừ tô thuế 50 năm 